# هتری
هتری (به انگلیسی: Hatri) یک منطقهٔ مسکونی در پاکستان است که در ناحیه حیدرآباد، سند واقع شده‌است. هتری ۲۹٬۷۱۹ نفر جمعیت دارد.